# Nora Rönnfors
Nora Alfrida Ronja Rönnfors, tidigare Vestergård Rönnfors, född 9 juli 1999 i Landvetters församling i Västra Götalands län, är en svensk fotbollsspelare.

## Karriär
Rönnfors började spela fotboll som sexåring i Landvetter IF. I november 2014 gick hon till Jitex Mölndal BK, där det inledningsvis blev spel i U19-laget. Rönnfors debuterade i A-laget den 2 augusti 2015 i en 1–0-förlust mot Östersunds DFF, där hon blev inbytt i den 76:e minuten. I september 2015 råkade Rönnfors ut för en korsbandsskada i höger knä, vilket gjorde att hon missade resten av säsongen samt även hela 2016.
Inför säsongen 2017 värvades Rönnfors av Elitettan-klubben Hovås Billdal IF. Hon debuterade i seriepremiären mot Växjö DFF som Hovås Billdal förlorade med 6–0 och där Rönnfors blev inbytt i halvlek vid ställningen 3–0. Hon gjorde sitt första mål den 30 april 2017 i en 2–1-förlust mot Östersunds DFF. Rönnfors spelade totalt 22 ligamatcher och gjorde två mål i Elitettan 2017 då Hovås Billdal slutade på 14:e plats och blev nedflyttade.
Inför säsongen 2018 återvände Rönnfors till division 1-klubben Jitex Mölndal BK. Hon gjorde 18 mål på 21 ligamatcher och hjälpte klubben till en serievinst. Jitex förlorade dock båda kvalmatcherna mot Borgeby FK om spel i Elitettan. Säsongen 2019 gjorde Rönnfors 10 mål på 22 ligamatcher och hjälpte klubben på nytt till en serieseger. Hon gjorde därefter mål i båda kvalmatcherna mot Dösjöbro IF och Jitex blev uppflyttade till Elitettan 2020 efter totalt 7–0 i dubbelmötet. Säsongen 2020 gjorde Rönnfors nio mål på 23 ligamatcher och Jitex slutade på 6:e plats i Elitettan som nykomlingar.
Den 6 december 2020 värvades Rönnfors av AIK, där hon skrev på ett treårskontrakt. Rönnfors gjorde mål i premiären av Damallsvenskan 2021 som slutade 1–1 mellan AIK och Växjö DFF.